# Arquidiócesis de Hanói
La arquidiócesis de Hanói (en latín: Archidioecesis Hanoien(sis) y en vietnamita: Tổng giáo phận Hà Nội) es una circunscripción eclesiástica latina de la Iglesia católica en Vietnam, sede metropolitana de la provincia eclesiástica de Hanói. La arquidiócesis tiene al arzobispo Joseph Vũ Văn Thiên como su ordinario desde el 17 de noviembre de 2018. 

## Territorio y organización

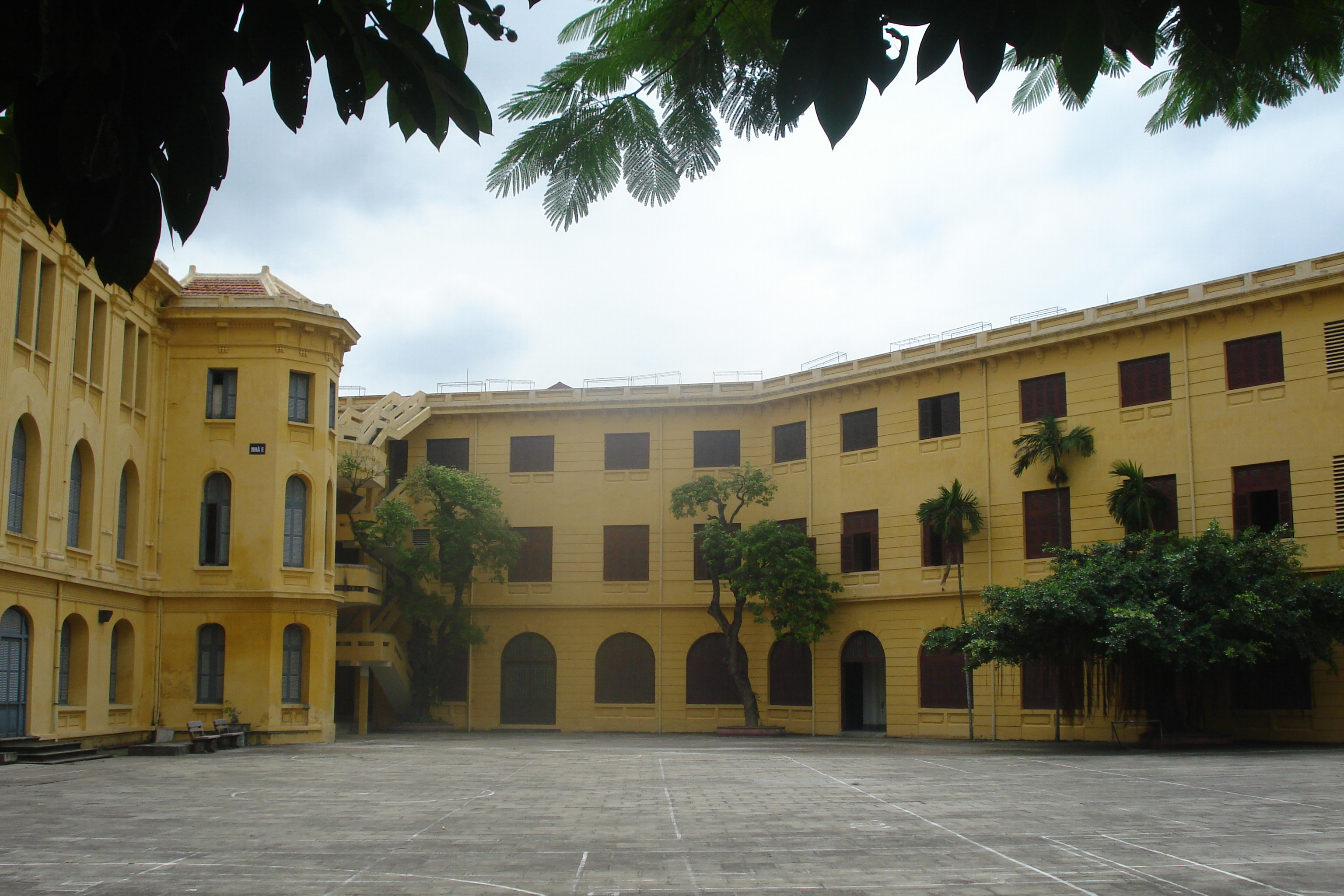
Seminario San José, Hanói

La arquidiócesis tiene 6000 km² y extiende su jurisdicción sobre los fieles católicos de rito latino residentes en el municipio de Hanói, y la provincia de Hà Nam, y partes de las provincias de Nam Định, Hưng Yên y Hòa Bình.
La sede de la arquidiócesis se encuentra en la ciudad de Hanói, en donde se halla la Catedral de San José.
En 2019 en la arquidiócesis existían 151 parroquias.
La arquidiócesis tiene como sufragáneas a las diócesis de: Bắc Ninh, Bùi Chu, Hà Tĩnh, Hải Phòng, Hưng Hóa, Lạng Sơn y Cao Bằng, Phát Diêm, Thái Bình, Thanh Hóa y Vinh.
Los ministros de la arquidiócesis a menudo forman parte en intercambios internacionales y contactos, aunque con permisos especiales de las autoridades vietnamitas. 

## Historia
La evangelización de Tonkín comenzó en 1627 con el jesuita Alexandre de Rhodes, quien ya había iniciado las misiones en Cochinchina. Su obra fue un éxito notable, que no se detuvo ni siquiera ante la expulsión de los misioneros. El mismo De Rhodes, hacia 1650, sugirió a Congregación de Propaganda Fide el envío de misioneros preparados ad hoc para las misiones en aquellas lejanas tierras.
A pesar de la resistencia del gobierno portugués, que creía que todos esos territorios dependían del Padroado regio portugués y de la diócesis de Macao, la Santa Sede erigió el vicariato apostólico de Tonkín el 9 de septiembre de 1659 con la breve Super cathedram del papa Alejandro VII. Esta nueva circunscripción eclesiástica fue confiada a François Pallu quien, junto con Pierre Lambert de la Motte, vicario apostólico de Cochinchina, había fundado en París la Sociedad para las Misiones Extranjeras, a la que se encomendó la obra de evangelización de todo el sudeste asiático.
A partir de 1666 se puso en marcha la constitución de Propaganda Fide sobre la formación de sacerdotes indígenas, obra que fructificó en 1668 con la ordenación de los 2 primeros sacerdotes tonquineses, seguidos de otros 7 en 1670. En este mismo año Pierre de la Motte, en ausencia de Pallu, convocó el primer Sínodo de Tonkín, en el que se sentaron las bases para la organización de la Iglesia. También se fundó la congregación religiosa local de las Hermanas amantes de la Santa Cruz, que luego se extendió por todo el país.
El éxito de la misión convenció a la Santa Sede de dividir en dos el vicariato apostólico. El 24 de julio de 1678 la parte oriental se convirtió en el vicariato apostólico de Tonkín Oriental (hoy diócesis de Hải Phòng), confiado a François Deydier, vicario general de Pallu, mientras que el vicariato primitivo tomó el nombre de vicariato apostólico de Tonkín Occidental, encabezado por Jacques de Burgos.
En 1680 cedió otra porción de territorio para la erección del vicariato apostólico de Sichuan (hoy diócesis de Chengdu).
A pesar de las persecuciones periódicas, el cristianismo progresó a lo largo del siglo XVIII. Algunos conflictos de jurisdicción opusieron a los misioneros de las misiones extranjeras de París con los de la Compañía de Jesús, y también se involucraron algunos misioneros dependientes del Padroado; esto obligó a la Santa Sede a intervenir con dos visitas apostólicas en 1733 y en 1762.
Hacia mediados del siglo XVIII, el vicariato apostólico de Tonkín Occidental contaba con unos 110 000 cristianos, gracias a la labor de los jesuitas, de las misiones extranjeras de París (que en sólo 40 años, de 1660 a 1700, habían enviado 85 misioneros a Indochina y Siam), sacerdotes locales, catequistas y monjas, especialmente las monjas amantes de la Santa Cruz, que en 1755 ya habían fundado más de treinta conventos.
Desde finales del siglo XVIII hasta el establecimiento del protectorado francés en los años 1884/1885 se alternaron períodos de paz con persecuciones violentas. En el martirologio romano hay más de 50 apariciones relativas a mártires y santos de Tonkín, y cinco de ellas se refieren expresamente a mártires de Hanói.
Entre los vicarios apostólicos del siglo XIX merece una mención especial Jacques-Benjamin Longer, vicario de 1789 a 1831. Durante su largo episcopado ordenó a 112 sacerdotes indígenas, reorganizó los seminarios mayores y menores e hizo imprimir un catecismo en 1802 que permaneció vigente hasta 1930.
El 27 de marzo de 1846 cedió una porción de su territorio para la erección del vicariato apostólico de Tonkín Meridional (hoy diócesis de Vinh) mediante el breve Ex debito del papa Gregorio XVI.
El 15 de abril de 1895 cedió una porción de su territorio para la erección del vicariato apostólico del Alto Tonkín (hoy diócesis de Hưng Hóa) mediante el breve Sublimis hic Apostolicae del papa León XIII.
El 15 de abril de 1901 cedió otra porción de su territorio para la erección del vicariato apostólico de Tonkín Marítimo (hoy diócesis de Phát Diêm)  mediante el breve Quae catholico del papa León XIII.
Durante el episcopado de Paul-François Puginier (1868-1892), se construyó la Catedral de San José, inaugurada el día de Navidad de 1886.
El 3 de diciembre de 1924 asumió el nombre de vicariato apostólico de Hà Nôi en virtud del decreto Ordinarii Indosinensis de la Congregación de Propaganda Fide.
Del 18 de noviembre al 6 de diciembre de 1934 Hà Nôi fue la sede del primer y hasta ahora único concilio plenario de Indochina, en el que participaron 16 vicarios apostólicos, 2 prefectos apostólicos, 6 vicarios provinciales y superiores religiosos, y otros representantes de la Iglesia católica local, bajo la presidencia del delegado apostólico Víctor Colombanus Dreyer.
El 18 de abril de 1950, por decreto Cum in Vicariatu de la Sagrada Congregación de Propaganda Fide, el vicariato apostólico fue confiado al clero secular y el nombre latino del vicariato cambió de Hanoi a Hanoien(sis). La sede fue confiada, por primera vez desde el siglo XVII, a un miembro del clero local, Joseph Marie Trinh-nhu-Khuê, quien en 1976 se convirtió en el primer cardenal vietnamita.
El 11 de enero de 1952, con la carta apostólica Intaminatum Deiparae, el papa Pío XII proclamó a san José como patrono principal del vicariato apostólico.
El 24 de noviembre de 1960, junto con el establecimiento de la jerarquía católica en Vietnam, el vicariato apostólico fue elevado al rango de arquidiócesis metropolitana con la bula Venerabilium Nostrorum del papa Juan XXIII. La provincia eclesiástica incluía todas las diócesis de Vietnam del Norte.
Los católicos jóvenes de las arquidiócesis de Hanói y de la Ho Chi Minh formaron el 2006 una organización de ayuda a los niños de las áreas rurales y subdesarrolladas de Vietnam. 
Desde 2008 la arquidiócesis de la ciudad de Hanói es una diócesis "hermana" de la diócesis de Orange de Estados Unidos.

## Estadísticas
De acuerdo al Anuario Pontificio 2020 la arquidiócesis tenía a fines de 2019 un total de 317 560 fieles bautizados.
| Año                                                                             | Población            | Población | Población      | Sacerdotes | Sacerdotes    | Sacerdotes    | Bautizados por sacerdote | Diáconos permanentes | Religiosos | Religiosos | Parroquias |
| Año                                                                             | Bautizados católicos | Total     | % de católicos | Total      | Clero secular | Clero regular | Bautizados por sacerdote | Diáconos permanentes | Varones    | Mujeres    | Parroquias |
| ------------------------------------------------------------------------------- | -------------------- | --------- | -------------- | ---------- | ------------- | ------------- | ------------------------ | -------------------- | ---------- | ---------- | ---------- |
| 1950                                                                            | 200 000              | 2 000     | 10.0           | 228        | 161           | 67            | 877                      |                      | 39         | 184        | 125        |
| 1963                                                                            | 157 000              | ?         | ?              | 51         | 50            | 1             | 3078                     |                      | 1          | 13         | 112        |
| 1995                                                                            | 400 000              | 6 000     | 6.7            | 61         | 53            | 8             | 6557                     |                      | 12         | 220        | 130        |
| 2000                                                                            | 320 000              | 6 000     | 5.3            | 41         | 39            | 2             | 7804                     |                      | 2          | 177        | 135        |
| 2001                                                                            | 300 000              | 6 000     | 5.0            | 39         | 37            | 2             | 7692                     |                      | 44         | 271        | 130        |
| 2002                                                                            | 305 000              | 6 000     | 5.1            | 49         | 46            | 3             | 6224                     |                      | 45         | 280        | 130        |
| 2003                                                                            | 304 000              | 6 000     | 5.1            | 49         | 45            | 4             | 6204                     |                      | 7          | 212        | 130        |
| 2004                                                                            | 282 886              | 5 297 339 | 5.3            | 59         | 55            | 4             | 4794                     |                      | 15         | 231        | 132        |
| 2006                                                                            | 290 754              | 5 297 339 | 5.5            | 55         | 52            | 3             | 5286                     |                      | 14         | 244        | 133        |
| 2013                                                                            | 346 000              | 5 620 000 | 6.2            | 117        | 108           | 9             | 2957                     |                      | 35         | 432        | 72         |
| 2016                                                                            | 315 764              | 8 651 000 | 3.7            | 155        | 120           | 35            | 2037                     |                      | 54         | 452        | 145        |
| 2019                                                                            | 317 560              | 8 623 680 | 3.7            | 170        | 150           | 20            | 1868                     |                      | 33         | 529        | 151        |
| Fuente: Catholic-Hierarchy, que a su vez toma los datos del Anuario Pontificio. |                      |           |                |            |               |               |                          |                      |            |            |            |

## Episcopologio
- François Pallu, M.E.P. † (9 de septiembre de 1659-1679 renunció[10])
- Jacques de Bourges, M.E.P. † (25 de noviembre de 1679-9 de agosto de 1714 falleció)
- Edmond Bélot, M.E.P. † (9 de agosto de 1714 por sucesión-2 de enero de 1717 falleció)
- François-Gabriel Guisain, M.E.P. † (3 de octubre de 1718-17 de noviembre de 1723 falleció)
- Louis Néez, M.E.P. † (8 de octubre de 1738-19 de octubre de 1764 falleció)
- Bertrand Reydellet, M.E.P. † (19 de octubre de 1764 por sucesión-27 de julio de 1780 falleció)
- Jean Davoust, M.E.P. † (18 de julio de 1780 por sucesión-17 de agosto de 1789 falleció)
- Jacques-Benjamin Longer, M.E.P. † (17 de agosto de 1789 por sucesión-8 de febrero de 1831 falleció)
- Joseph-Marie-Pélagie Havard, M.E.P. † (8 de febrero de 1831 por sucesión-5 de julio de 1838 falleció)
- San Pierre-Rose-Ursule Dumoulin-Borie, M.E.P. † (5 de julio de 1838 por sucesión-24 de noviembre de 1838 falleció)
- Pierre-André Retord, M.E.P. † (24 de noviembre de 1838 por sucesión-22 de octubre de 1858 falleció)
- Charles-Hubert Jeantet, M.E.P. † (22 de octubre de 1858 por sucesión-24 de julio de 1866 falleció)
- Joseph-Simon Theurel, M.E.P. † (24 de julio de 1866 por sucesión-3 de noviembre de 1868 falleció)
- Paul-François Puginier, M.E.P. † (3 de noviembre de 1868 por sucesión-25 de abril de 1892 falleció)
- Pierre-Jean-Marie Gendreau, M.E.P. † (25 de abril de 1892 por sucesión-7 de febrero de 1935 falleció)
- François Chaize, M.E.P. † (7 de febrero de 1935 por sucesión-23 de febrero de 1949 falleció)
- Joseph Marie Trinh-nhu-Khuê † (18 de abril de 1950-27 de noviembre de 1978 falleció)
- Joseph Marie Trinh Van Can † (27 de noviembre de 1978 por sucesión-18 de mayo de 1990 falleció)
  - Sede vacante (1990-1994)[11]
- Paul Joseph Pham Ðình Tung † (23 de marzo de 1994-19 de febrero de 2005 retirado)
- Joseph Ngô Quang Kiêt (19 de febrero de 2005-13 de mayo de 2010 renunció)
- Pierre Nguyên Văn Nhon (13 de mayo de 2010 por sucesión-17 de noviembre de 2018 retirado)
- Joseph Vu Văn Thiên, desde el 17 de noviembre de 2018